# خفاش میوه‌خوار بینی‌لوله‌ای استوار
خفاش میوه‌خوار بینی‌لوله‌ای استوار (نام علمی: Paranyctimene tenax) نام یک گونه از سرده خفاش‌های میوه‌خوار بینی‌لوله‌ای فرعی است.